# Université de Tioumen
 (mars 2023).
Si vous disposez d'ouvrages ou d'articles de référence ou si vous connaissez des sites web de qualité traitant du thème abordé ici, merci de compléter l'article en donnant les références utiles à sa vérifiabilité et en les liant à la section « Notes et références ».
 (octobre 2020).
La mise en forme du texte ne suit pas les recommandations de Wikipédia : il faut le « wikifier ».
Les points d'amélioration suivants sont les cas les plus fréquents :
- Les titres sont pré-formatés par le logiciel. Ils ne sont ni en capitales, ni en gras.
- Le texte ne doit pas être écrit en capitales (les noms de famille non plus), ni en gras, ni en italique, ni en « petit »…
- Le gras n'est utilisé que pour surligner le titre de l'article dans l'introduction, une seule fois.
- L'italique est rarement utilisé : mots en langue étrangère, titres d'œuvres, noms de bateaux, etc.
- Les citations ne sont pas en italique mais en corps de texte normal. Elles sont entourées par des guillemets français : « et ».
- Les listes à puces sont à éviter, des paragraphes rédigés étant largement préférés. Les tableaux sont à réserver à la présentation de données structurées (résultats, etc.).
- Les appels de note de bas de page (petits chiffres en exposant, introduits par l'outil «  Source ») sont à placer entre la fin de phrase et le point final[comme ça].
- Les liens internes (vers d'autres articles de Wikipédia) sont à choisir avec parcimonie. Créez des liens vers des articles approfondissant le sujet. Les termes génériques sans rapport avec le sujet sont à éviter, ainsi que les répétitions de liens vers un même terme.
- Les liens externes sont à placer uniquement dans une section « Liens externes », à la fin de l'article. Ces liens sont à choisir avec parcimonie suivant les règles définies. Si un lien sert de source à l'article, son insertion dans le texte est à faire par les notes de bas de page.
- La présentation des références doit suivre les conventions bibliographiques. Il est recommandé d'utiliser les modèles {{Ouvrage}}, {{Chapitre}}, {{Article}}, {{Lien web}} et/ou {{Bibliographie}}. Le mode d'édition visuel peut mettre en forme automatiquement les références.
- Insérer une infobox (cadre d'informations à droite) n'est pas obligatoire pour parachever la mise en page.

Pour une aide détaillée, merci de consulter Aide:Wikification.
Si vous pensez que ces points ont été résolus, vous pouvez retirer ce bandeau et améliorer la mise en forme d'un autre article.
 (octobre 2020).
Ne doit pas être confondu avec Université industrielle de Tioumen.
L'université de Tioumen — la première université de l'oblast de Tioumen, en Russie —, a été ouverte en 1930. Elle prépare des spécialistes dans 175 domaines de formation. L'université est l'un des participants au projet 5-100, un programme visant à améliorer la compétitivité internationale des universités russes parmi les principaux centres de recherche et d'enseignement du monde.

## Informations générales
L'université compte quinze bâtiments dans la partie historique de la ville. L'université comprend quinze établissements d'enseignement, dont l'Institut d'enseignement à distance et l'Institut régional de coopération internationale, des succursales dans les villes de Tobolsk et Ishim, ainsi que des bureaux de représentation dans les villes de Gubkinsky, Noyabrsk, Surgut et Petropavlovsk (Kazakhstan).
Le nombre total d'étudiants est de 27 000. Plus de 1 900 étudiants internationaux de 43 pays. Le nombre total d'employés est de plus de 2 000 personnes.
L'université de Tioumen est devenue la seule université dans l'évaluation des employeurs en Russie de HeadHunter[Quoi ?] et a pris le 28e rang.
Formes d'études : temps plein, temps partiel, à distance, licence, spécialité, master, post-universitaire, doctorat, formation avancée, deuxième enseignement supérieur.

## Histoire

### Institut agro-pédagogique de Tioumen
En 1930, par ordre du comité exécutif du conseil du district de Tioumen, l'Institut agro-pédagogique de Tioumen (Agroped) a été créé. Dans le cadre d'Agroped, des départements agronomiques, chimico-biologiques et physico-techniques ont été créés. Vladislav Severny a été nommé premier recteur d’Agroped. En 1932, la faculté de physique, mathématiques et sciences naturelles est créée.

### Institut pédagogique d'État de Tioumen
En 1934, Agroped a été rebaptisé Institut pédagogique d'État de Tioumen (IPDT) et, un an plus tard, en 1935, la première graduation de l'institut a eu lieu. Au début de 1940, la Charte de l'Institut est adoptée. En 1934, un institut pédagogique a été organisé à l'IPDT ; en 1938, la faculté de langue et de litérature russes ; en 1939, la faculté de géographie ; en 1941, la faculté de langues étrangères.
Pendant la Grande Guerre patriotique, l'institut a été transféré sur une piste militaire. De nombreux enseignants et étudiants sont allés au front. L'un des bâtiments de l'institut, le bâtiment historique du gymnase des femmes de Tioumen, a été remis à un hôpital militaire. Au cours de la dernière année de guerre, la vie de l'institut a commencé à reprendre un cours pacifique. Ainsi, en 1945, la faculté d'histoire a été créée. En 1955-1964 au 9, avenue de la République, un nouveau bâtiment de 1 200 places a été construit. En 1955, des études de troisième cycle ont été ouvertes pour la première fois au département de physique.

## Université de Tioumen
Le 1er janvier 1973, l'Institut pédagogique de Tioumen a été transformé en université d'État. En 2011, un plan a été annoncé publiquement pour la fusion de l'université de Tioumen et de l'université du pétrole et du gaz de Tioumen et la création sur leur base de l'université fédérale de Sibérie occidentale (UFSO), mais il n'a pas été mis en œuvre.
Les tendances d'intégration persistent néanmoins. En 2017-2020. Le gouvernement de la région de Tioumen a lancé le projet « Initiative de Tioumen pour les universités » qui prévoit la réduction des doubles spécialités dans les universités et détermine les domaines thématiques de recherche conjointe. En 2019, l'université de Tioumen est devenue le site de base de l'un des premiers centres scientifiques et éducatifs du pays (SCE) dans le cadre du projet national « Science » le SCE interrégional de Sibérie occidentale de la région de Tioumen, l'Okrug-Yugra autonome de Khanty-Mansiysk et l'Okrug autonome de Yamalo-Nenets, unissant les universités et les organisations scientifiques de la macrorégion de Tioumen dans des projets uniques.

## Activités de recherche
(octobre 2020).
L'université dispose d'un large éventail de domaines de recherches, correspondant au statut d'une université classique. Des groupes scientifiques bien connus se sont formés depuis les années 1970 dans le domaine de la méthodologie de la recherche pédagogique (académicien V.I. Zagvyazinsky), des problèmes socio-économiques de l'enseignement professionnel (académicien G.F. Kutsev), de la cryologie (académicien V.P. Melnikov), du droit constitutionnel (professeur G.F. Chebotarev). En 2010, à la suite des résultats du premier concours de méga-subventions, le laboratoire Qualité de l'eau, durabilité des écosystèmes et écotoxicologie de l'université de Tioumen a été fondé par le membre correspondant de l'ASR TI Moiseenko.
Depuis 2000, le principal vecteur de l'activité scientifique à l'université — l'environnement — a été déterminé par l'Institut de recherche sur l'écologie et l'utilisation rationnelle des ressources naturelles sous la direction de l'écologiste émérite de la fédération de Russie, le professeur A.V. Soromotin, fournissant plus de la moitié du montant du financement des travaux scientifiques à l'université sur ordre des industriels. L'Institut a établi des partenariats à long terme avec des universités en Allemagne, en Norvège et aux États-Unis. Des conférences internationales « Environnement et gestion des ressources naturelles » ont eu lieu entre 2009 et 2016. Actuellement, l'institut mène des recherches fondamentales dans l'Arctique et organise des écoles scientifiques internationales sur le terrain.
Au cours de la mise en œuvre du programme de développement universitaire dans le cadre du projet 5-100 (2015-2020) et du programme d'activités du Centre scientifique et éducatif interrégional de Sibérie occidentale (CSE) de la région de Tioumen, de l'Okrug-Yugra autonome de Khanty-Mansiysk et du gombo autonome de Yamalo-Nenets (2019-2024) l'université a identifié des domaines de recherche prioritaires, correspondant aux priorités de la stratégie pour le développement scientifique et technologique de la fédération de Russie.
Le principal vecteur de développement de la recherche scientifique à l'université vise la formation de compétences de classe mondiale dans le domaine des sciences de la vie et la recherche de réponses aux menaces biologiques et environnementales modernes. Les problèmes de biosécurité sont au centre de l'agenda scientifique de l'Institut de biologie écologique et agricole (X-BIO) fondé en 2017, le leader mondial de l'acarologie. Les recherches de l'Institut X-BIO visent à étudier la biodiversité des arthropodes et à trouver des moyens efficaces de protection biologique des plantes, en utilisant les acquis de l'opto et de la microfluidique, de la chimie des composés naturels et de la bio-informatique.
La recherche en socio-humanités a acquis un nouveau contenu à l'université grâce au développement d'interactions interdisciplinaires avec les sciences de la vie. La recherche en science et technologie (STS) se développe en relation avec la biotechnologie moderne, l'histoire de l'environnement, la bioéthique et d'autres domaines. À la School of Advanced Studies (SAS), créée en 2016 dans le cadre du projet 5-100, la préparation à la recherche interdisciplinaire en équipe est une condition pour recruter des professeurs.
En 2019, l'université de Tioumen a mené des projets de recherche pour 73 subventions de diverses fondations.

## L'activité internationale
Les premiers pas de l'activité internationale ont été franchis dans les années 1980, lorsque 59 étudiants de Bulgarie et 30 de Mongolie ont été envoyés étudier à l'université de Tioumen. Le 29 novembre 1988, le premier accord de coopération internationale a été signé avec l'université Lakehead (Canada), et l'université de Tioumen est devenue membre de l'Association internationale des universités circumpolaires. Un département international a été créé le 31 janvier 1989. En juin 1991, la IIe Conférence internationale des universités circumpolaires s'est tenue à l'université de Tioumen, au cours de laquelle des scientifiques du Canada, des États-Unis, de Finlande et de Suède ont fait des présentations. À l'heure actuelle, les premiers échanges de professeurs et les premiers voyages d'étudiants pour l'éducation inclusive aux universités Lakehead et Laurentia au Canada commencent dans le cadre d'accords de coopération bilatérale. En 1991-1993, un étudiant était envoyé chaque année étudier aux États-Unis dans le cadre du programme du président, parmi lesquels Andrei Tolstikov. Depuis les années 1990, des contacts avec des universités de la RPC ont commencé. Le premier accord — avec l'université du Heilongjiang — a été signé en 1992, avec l'université de Dalian — en 1995 —, ce qui a permis d'inscrire 60 étudiants de la RPC.
Depuis 1993, la coopération avec l'Union européenne commence dans le cadre du programme Tempus-Tacis. Le premier projet visait à améliorer la formation des linguistes en coopération avec l'université de Wolverhampton (Royaume-Uni). Selon le deuxième projet, un centre linguistique international a été créé à l'université de Tioumen. Sur la base des résultats d'autres projets avec des partenaires européens, un centre d'éducation à l'environnement a été ouvert à l'université de Tioumen, des stages pour enseignants et étudiants dans des universités européennes ont été organisés, l'expérience de transfert de prêts vers le système européen de transfert de crédits (ECTS) a été étudiée. L'Institut régional de coopération internationale (RIMS) est devenu le centre de coordination de la coopération avec l'Union européenne.
Depuis 2015, l'université de Tioumen a participé à trois projets dans le cadre des programmes Tempus et à huit projets dans le cadre des programmes Erasmus +, dont trois projets en tant que coordinateur russe.
La coopération avec l'Allemagne a déterminé le partenariat entre la région de Tioumen et l'État fédéral de Basse-Saxe. Aux frais du gouvernement de Basse-Saxe et de subventions de l'Union européenne, une coopération a été initiée avec l'université de Lunebourg, en particulier dans le domaine du droit et de l'économie. La coopération avec le Service allemand d'échanges universitaires (DAAD) a permis d'envoyer chaque année des enseignants pour des stages dans des universités allemandes. Un jalon majeur a été le projet de recherche SASCHA avec un consortium d'universités coordonné par l'université Wilhelm-de-Westphalie à Münster, avec une subvention de 4,2 millions d'euros du ministère fédéral allemand de l'Éducation et de la Recherche (2011-2016), qui a étudié les changements dans la biodiversité et l'utilisation des terres en Sibérie occidentale en relation avec le changement climatique. Pour coordonner les liens scientifiques avec l'Allemagne, le Centre Georg-Wilhelm-Steller pour la coopération russo-allemande a été créé (2016). Les programmes culturels et éducatifs dans le domaine de la langue allemande sont coordonnés par le Centre de ressources pour la langue et la culture allemandes, partenaire du Goethe Institut.
En 2013, le Centre franco-russe de coopération régionale a été créé à l'université de Tioumen, qui a réuni le centre de ressources en français et le point d'information Campus France. Depuis 2004, l'université de Tioumen fait partie du réseau des universités partenaires russes de l'ambassade de France en Russie. Le centre coordonne six programmes de master conjoints de doubles diplômes de UTMN avec des universités en France. Les principaux partenaires de UTMN sont l'université de Strasbourg, l'université de Lorraine à Metz, l'université Toulouse-Jean-Jaurès. Directeur du Centre F.G. Zolotavin en 2018 est devenu chevalier de l'ordre des Palmes académiques.
Depuis 2004, une coopération a été initiée avec des universités américaines pour soutenir le développement d'activités scientifiques et innovantes à l'université de Tioumen. Dans le cadre de quatre projets pilotes de l'IREX, des stages ont été organisés pour le personnel de UTMN à l'université de l'Indiana (Bloomington) pour étudier l'expérience du transfert de technologie. Le projet « Problèmes environnementaux mondiaux et étude des langues » a été mené avec l'université de l'Indiana grâce à une subvention du département américain de l'Éducation, des échanges d'étudiants et d'enseignants ont été organisés en 2009-2013. Dans le cadre du programme de partenariats universitaires entre les États-Unis et la Russie, la Fondation Eurasia et le NPPK en 2016-2017 ont réalisé un projet avec le College of Ecology and Forestry de l'université d'État de New York (Syracuse) pour moderniser les études supérieures et postuniversitaires en écologie. En 2019, le Forest Biosafety Center a été créé avec la Northern Arizona University.
La coopération avec les pays de la CEI s'est développée avec le Kazakhstan, l'Ouzbékistan, le Tadjikistan et l'Azerbaïdjan. Le bureau de représentation de l'université de Tioumen fonctionne à Petropavlovsk (Kazakhstan). Depuis 2017, un programme de master conjoint de doubles diplômes « Protection des droits de l'homme et des affaires » avec l'université nationale eurasienne du nom de M. L.N. Gumilev.
La plupart des étudiants étrangers viennent des pays de la CEI, principalement d'Asie centrale (au 1er octobre 2019, 880 du Kazakhstan, 621 de l'Ouzbékistan). Depuis 2015, le nombre d'étudiants et de stagiaires du département préparatoire des pays non membres de la CEI augmente rapidement, le plus rapidement depuis la Colombie et d'autres pays d'Amérique latine et arabes. Six cents citoyens étrangers étudient à l'Institut d'enseignement à distance.
À l'université de Tioumen, un réseau de centres nationaux a été créé pour fournir des services de soutien aux étudiants et spécialistes étrangers: le Centre arabe, le Centre pour l'Amérique latine et les Caraïbes, le Centre chinois et le Centre coréen. Des bureaux autrichiens et hongrois ont été créés. L'université a organisé un soutien bénévole pour les étudiants étrangers – copain. L'Association des étudiants étrangers de l'université de Tioumen a été créée. La première en Russie Association des anciens des programmes d’échange d’État a été fondée, qui comprenait des bourses du président de la fédération de Russie pour des études à l’étranger et des anciens du programme d’État « Global Education ». Le festival CultFest a lieu chaque année.
Le titre de docteur honoris causa de l'université de Tioumen a été décerné à des scientifiques étrangers qui ont apporté une contribution significative au renforcement de la coopération avec l'université de Tioumen. Ces dernières années, le titre a été donné à Michael Peter Townsend (Grande-Bretagne), Edgar Wagner (Allemagne), Irina Antanasievich (Serbie) et Zhu Yufu (Chine), Markku Kulmala (Finlande), Norbert Hölzel (Allemagne), Bharat Bushan (États-Unis), Peeter Arvilaid (Estonie), Guy Lanza (États-Unis) et Olga Graumann (Allemagne).
L'université est membre de l’Université de l'Arctique. UArctic est un réseau international d’universités, d’instituts de recherche et d’organisations ayant pour but de promouvoir, coordonner et soutenir la recherche ainsi que l’éducation en régions arctiques. Cependant, depuis le début de la guerre russo-ukrainienne, la collaboration a été interrompue.

## Formation inclusive
Selon le projet du programme de l'Union européenne Tempus (2014-2016)  avec l'université Stock de Hildesheim (Allemagne), le Centre international de compétences pour l'éducation inclusive a été créé à l'université de Tioumen, un équipement spécial pour les personnes handicapées a été acheté avec les fonds de la subvention. L'ingénieur du centre A. Fakhrutdinov a développé un manuel électronique pour les aveugles et les malvoyants (SIOL) pour enseigner l'écriture et la lecture en braille.
En 2017, le Centre pédagogique et méthodologique de ressources pour l'éducation des personnes handicapées et des personnes handicapées (RUMC) a été créé à l'université de Tioumen. Les partenaires du RUMC sont les universités de la région de Tioumen, de l'Okrug-Yugraautonome de Khanty-Mansiysk, du territoire de Krasnoïarsk, des régions d'Omsk et de Tomsk.
L'activité d'édition à l'université remonte aux années 1930. La première édition était Uchenyezapiski. En 1996, une maison d'édition a été organisée dans la structure de l'université de Tioumen.
Depuis 1998, le Bulletin de l'université de Tioumen est publié. La revue a présenté les principales orientations du travail scientifique de l'université de Tioumen avec une fréquence de douze numéros par an. La revue figurait sur la liste des revues scientifiques à comité de lecture de la Commission supérieure d'attestation. En 2014, selon le classement des revues multidisciplinaires, Science Index « Bulletin of Tyumen State University » a pris la 65e place sur 409 positions. La même année, une réorganisation a été effectuée et un bureau de rédaction combiné de l'université de Vestnik Tyumen a été créé, qui a commencé à inclure quatre périodiques dans le but de publier des articles couvrant des problèmes scientifiques dans divers domaines des sciences naturelles, humanitaires et sociales.
L'université de Tioumen publie les revues Bulletin de l'université de Tyumen, Université et région (depuis 2017 - UTMN), Acarina, BRICS Law Journal, Language and Science. Selon la notation des revues SCIMAGO, le magazine Acarina se classe au premier rang des revues russes dans le domaine des sciences agricoles et biologiques, avec SJR 0,507, publie des articles scientifiques dans le domaine de la taxonomie, de la faunistique et de l'écologie des tiques. BRICS Law Journal couvre les aspects juridiques des pays BRICS. Depuis 2017, un nouveau magazine en anglais Siberian Socium a été publié. Les revues Acarina et BRICS Law Journal sont indexées par la base de données internationale Scopus.